# Partit Popular Guineà
El Partit Popular Guineà (portuguès: Partido Popular Guineense, PPG) va ser un petit partit polític de Guinea Bissau.

## Història
El partit va ser establert per João Tatis Sá després de la seva infructuosa candidatura a les eleccions presidencials de 1999. Es va unir a l'Aliança Popular Unida per a les eleccions parlamentàries de 2004, que va obtenir un sol escó a l'Assemblea Nacional Popular.
Sá presentà novament la seva candidatura a les eleccions presidencials de Guinea Bissau de 2005, però fou el que va treure menys vots dels 13 candidats.